# Dubai Towers (Dubái)

Dubái Towers Dubái fue una propuesta para un complejo de torres en Dubái, EAU. El promotor, Sama Dubai, pretendía crear la pieza central del complejo The Lagoons, un megaproyecto ubicado en el Dubai Creek que consistiría en un conjunto de siete islas. Las torres tendrían entre 57 y 94 plantas y a pesar de que las alturas todavía no se conocen, se cree que la torre más alta podría llegar hasta los 550m, mientras que otra alcanzaría los 460m, la tercera en altura los 410m y la última 360m. Esto añadiría cuatro rascacielos de más de 300m al actualmente efervescente skyline de Dubái.
La cercanía de la zona al aeropuerto es una de las razones que se empleaban para justificar que el conjunto de torres no superase los 400 m.
Su construcción inició en abril de 2006, pero el proyecto fue cancelado.

## Diseño
Diseñado por la empresa de arquitectura Thompson, Ventulett, Stainback and Associates (Tvsa), estas torres están pensadas para modificar profundamente el terreno actual. Su diseño representa el movimiento de las velas según Tvsa, simbolizando la esperanza, armonía, crecimiento y oportunidad.
Su uso será mixto y contendrán oficinas, apartamentos, hoteles, tiendas, áreas de esparcimiento, gimnasio, spas y una amplia variedad de otros servicios.
Con éstas torres, Dubái será una de las cuatro ciudades que contará con unas Dubai Towers, junto con Estambul, Jedda y Doha.